# Enrico Giacovelli
Enrico Giacovelli (Torino, 25 maggio 1958) è un critico cinematografico e scrittore italiano.

## Biografia
Laureato in Storia e Critica del cinema presso l'Università degli studi di Torino, pubblica la tesi di laurea La commedia all'italiana: modelli narrativi e prospettive ideologiche sotto la guida di Gianni Rondolino, con la quale riceve il Premio Adelio Ferrero nel 1982 e il Laceno d'oro per la migliore tesi sul cinema nel 1986.

## Opere
- La commedia all'italiana, Roma, Gremese, 1990. ISBN 8876054995 (nuova edizione: Roma, Gremese, 1995. ISBN 8876058737).
- La commedia del desiderio, Roma, Gremese, 1991. ISBN 8876055479.
- I film di Peppino De Filippo (coautore Enrico Lancia), Roma, Gremese, 1992. ISBN 88-7605-634-3.
- Pietro Germi, Firenze, La Nuova Italia, 1991 (riedizione: Milano, Il Castoro, 1997. ISBN 8880330926).
- Poi dice che uno si butta a sinistra!, Roma, Gremese, 1994. ISBN 8876058389.
- Segua quella macchina!, Roma, Gremese, 1995. ISBN 8884400899.
- Vota Antonio! Vota Antonio!, Roma, Gremese, 1996. ISBN 8876059598.
- Il buffo, il brutto e il cretino, Roma, Gremese, 1996. ISBN 8876059997.
- Per favore, mordimi sul collo..., in Dracula, un mito immortale (a cura di Massimo Centini), Torino, Ananke, 1997. ISBN 8886626185.
- Non dimenticar queste parole (coautrice Viviana Ponchia), Roma, Gremese, 1997. ISBN 8877421363.
- Ma l'amore sì (coautrice Viviana Ponchia), Roma, Gremese, 1998. ISBN 887742320X.
- Non ci resta che ridere, Torino, Lindau, 1999. ISBN 8871802993. (Prima riedizione: Breve storia del cinema comico in Italia, Torino, Lindau, 2002. ISBN 8871803981. Seconda riedizione: Breve storia del cinema comico in Italia, Torino, Lindau, 2006. ISBN 9788871805955).
- Tutto quello che avreste voluto sapere su... Marilyn Monroe, Torino, Lindau, 2000. ISBN 8871803094.
- Un secolo di cinema italiano 1900-1999, Torino, Lindau, 2002 (Vol. I. Dalle origini agli anni Sessanta, ISBN 8871804120. Vol. II. Dagli anni Settanta a fine millennio, ISBN 8871804074).
- Tutti i film di Federico Fellini, Torino, Lindau, 2002. ISBN 8871803345.
- Un italiano a Roma, Torino, Lindau, 2003. ISBN 8871804538.
- Un Po per non morire, Torino, Ananke, 2003. ISBN 887325036X.
- Quelli del Sessantotto, in Comicità negli anni Settanta (a cura di Eva Marinai, Sara Poeta e Igor Vazzaz), Pisa, Edizioni ETS, 2005. ISBN 8846712870.
- Chick film (coautrice Viviana Ponchia), Milano, Morellini, 2007. ISBN 9788889550724.
- Torte in faccia e calci nel sedere. Il cinema comico americano, vol. 1°: Gli anni ruggenti della comica breve, Roma, Gremese, 2012. ISBN 9788884407474.
- Anna Magnani, Roma, Gremese, 2013. ISBN 9788884407931.
- Edith Piaf, Roma, Gremese, 2013. ISBN 9788884408051.
- Brigitte Bardot, Roma, Gremese, 2014. ISBN 9788884408471.
- L'ultimo rifugio delle canaglie, Avellino, Quaderni di Cinemasud, 2014. ISBN 9788863201062.
- Il silenzio è d'oro. Il cinema comico americano, vol. 2°: I folli anni Venti e il trionfo del lungometraggio, Roma, Gremese, 2014. ISBN 9788884408044.
- La felicità è un attimo pericoloso, Milano, GeMS, 2016 [solo e-book]. ISBN 9788867200559.
- C'era una volta la commedia all'italiana, Roma, Gremese, 2015. ISBN 9788884409164.
- La bottega delle illusioni. Georges Méliès e il cinema comico e fantastico francese (1896-1914), Milano, Bietti, 2015. ISBN 9788882483364.
- Il desiderio infinito, Roma, Gremese, 2016. ISBN 9788884409348.
- Parola di comico. Il cinema comico americano, vol. 3°: La slapstick comedy negli anni d'oro dei cartoon e della commedia sofisticata (1930-1950), Roma, Gremese, 2017. ISBN 9788884408044.
- Mozart e il cinema, Roma, Gremese, 2017. ISBN 9788884409942.
- Silenzio, si gira! - La straordinarissima avventura del cinema muto torinese, Torino, Yume, 2019. ISBN 9788854940062.
- TuttoFellini (a cura di), Roma, Gremese, 2019. ISBN 9788866920878.
- Unter den Linden, romanzo, Torino, Yume, 2021. ISBN 9788854941434.
- Il crimine nell'arte, nel cinema e in letteratura (coautori Katia Bernacci e Massimo Centini), Torino, Yume, 2022. ISBN 9788854940307.
- "Vertigo / La donna che visse due volte" di Alfred Hitchcock, Roma, Gremese, 2023. ISBN 9788866921776.
- Père-Lachaise, romanzo, Roma, WriteUp, 2023. ISBN 9791255440116.
- Le Colonne di via Po. Un giallo torinese, romanzo, Torino, Yume, 2024. ISBN 9788854942301.